# Взятие Барселоны (985)
Взятие Барселоны 6 июля 985 года войском мавров во главе с аль-Мансуром привело к разграблению и сожжению города и стало одним из крупнейших поражений христиан во время Реконкисты. Несмотря на просьбы, направленные графом Барселоны Боррелем II своему сюзерену, королю Франции, помощь от того так и не была получена. Это привело к отказу графа признавать над собой верховную власть короля и провозглашению независимости земель, составивших современную Каталонию.

## Предыстория
Первые военные столкновения графа Борреля II с Кордовским халифатом относятся к 963—965 годам, когда он в союзе с королями Леона Санчо I и Наварры Гарсией I, а также с графом Кастилии Фернаном Гонсалесом потерпел поражение от халифа ал-Хакама II и обязался выплачивать ему дань. В 971 и 974 годах между Барселонским графством и Кордовским халифатом были заключены новые мирные соглашения.
Ситуация на Пиренейском полуострове обострилась, когда в 976 году, после смерти ал-Хакама II, реальную власть в халифате захватил хаджиб аль-Мансур, начавший ведение широкомасштабной войны против христианских государств Испании. Он совершал ежегодные походы на север полуострова, нанося, в основном, свои удары по королевству Леон и Наварре. Вторжения сопровождались массовыми убийствами христиан, угоном пленных в рабство и разрушениями. Не остались в стороне и владения Борреля II: военачальники мавров нападали на Барселонское графство в 978, 982 и 984 годах. В ходе вторжений мусульмане взяли несколько каталонских замков, а во время последнего похода сильно разорили территорию графства. Попытки графа Борреля с помощью даров примириться с аль-Мансуром к успеху не привели.

## Разграбление Барселоны

### Начало похода аль-Мансура
В 985 году аль-Мансур принял решение лично возглавить поход на Барселону. Всю зиму продолжались подготовка похода и сбор войска. 5 мая 50 000-я армия мавров выступила из Кордовы, 10 июня она достигла Валенсии (оставалась здесь до 23 июня), а в конце июня или начале июля вступила на территорию Барселонского графства. С этого момента между свидетельствами испано-христианских и испано-мусульманских источников существуют значительные расхождения, связанные с вопросом о том, оказывала ли Барселона вооружённое сопротивление аль-Мансуру или нет. Пока историкам не удалось выработать единую точку зрения на историю дальнейших событий.

### Испано-христианская версия
Сведения о разграблении Барселоны маврами в 985 году лишь кратко отражены в современных событиям христианских хрониках и анналах. Дополнительные данные содержаться в хартиях, данных Боррелем II и его преемниками, в которых упоминаются факты, связанные со взятием города. Наибольшее количество информации содержится в позднейших каталонских исторических хрониках и местных легендах.
Согласно испано-христианским источникам, граф Боррель II, узнав о приближении войска мавров, поручил охрану Барселоны виконту города Удалардо I, а сам выступил с войском против неприятеля, но у Ровиранса потерпел поражение и отступил к Кальду-де-Монбюи. В рукописи, написанной в 1270 году, содержится предание, согласно которому Боррель погиб в битве при Ровирансе и чтобы деморализовать защитников Барселоны, аль-Мансур приказал перебросить отрубленные головы графа и его воинов внутрь города.
Христианские источники утверждают, что мавры, по пути разрушив крупные монастыри Сан-Кугат (современный Сан-Кугат-дель-Вальес) и Сан-Пере-де-лос-Пуэльес, 29 июня подошли к Барселоне. К этому времени в городе находились не только местные жители, но и многие жители окрестных поселений. 1 июля маврами был предпринят первый безуспешный штурм города. Несмотря на успешное отражение ещё нескольких приступов, 6 июля христиане заключили соглашение с аль-Мансуром о сдаче Барселоны, но как только мусульмане вошли в город, они подвергли его разграблению и разрушению. Большинство жителей были убиты, остальные обращены в рабство и угнаны в Кордову. Наиболее знатные из пленников были предназначены для получения выкупа. Среди таких были виконт города Удалардо I, виконт Жероны Гуандалгауд, архидиакон Арнульф, судья Ору́с и купец Марку́с. Все христианские монастыри и храмы города (в том числе и кафедральный собор Санта-Эвлалия-де-Барселона) были разрушены. Согласно христианским источникам, противоречащим свидетельствам мусульманских историков, Барселона находилась в руках мавров в течение 6 месяцев.

### Испано-мусульманская версия
Мусульманские сведения о взятии Барселоны содержатся в трудах местных историков. Наиболее подробное описание событий находится в сочинении Ибн Хаййана.
Согласно испано-мусульманским данным, войско аль-Мансура, выйдя из Валенсии, 2 июля достигло Таррагоны — последнего крупного города Кордовского халифата на своём пути — и 4 июля вступило в пределы Барселонского графства. Боррель II не сумел собрать достаточного для отпора врагу войска, а обветшавшие стены Барселоны не позволяли эффективно вести защиту города. Граф уехал в замок Вик, поручив оборону виконту Удалардо I. Барселону покинули многие состоятельные горожане. В городе царила паника. Видя невозможность сопротивления, воины гарнизона погрузились на корабли и покинули город, после чего порт Барселоны был блокирован мусульманским флотом под командованием адмирала Абд аль-Рахмана ибн Румахиса. Не встречая никакого сопротивления и сжигая всё на своём пути, мавры 5 июля достигли реки Льобрегат, а затем подошли к самой Барселоне. 6 июля войско мусульман беспрепятственно вступило в город и подвергло его страшному разорению. Особенно пострадали христианские храмы и монастыри. Большинство жителей было убито, в том числе почти все члены местной еврейской общины, самой многочисленной в христианских государствах Пиренейского полуострова второй половины X века. 10 июля аль-Мансур покинул опустошённую Барселону и двинулся к Вику, однако, узнав, что Боррель II уехал оттуда в укреплённый монастырь Санта-Мария-де-Риполь, повернул назад и 23 июля возвратился в Кордову.

## Провозглашение независимости Барселонского графства

### Посольство к королю Лотарю
Почти сразу же после того, как аль-Мансур покинул пределы графства, Боррель II вернулся в Барселону и принялся за восстановление разрушенного города, сумев ещё до своей смерти в 992 или 993 году восстановить городские стены.
В поисках помощи против мавров Боррель возобновил контакты со своим сюзереном, королём Западно-Франкского королевства Лотарем, в начале 986 года направив к нему послом аббата монастыря Сан-Кугат Эда, но из-за смерти короля, умершего 2 марта, граф ответа так и не получил. После неудачи посольства Эда, граф Боррель II в этом же году должен был заключить мир с аль-Мансуром, признав себя данником Кордовского халифата.

### Письмо короля Гуго Капета
После того, как королём Франции был избран Гуго Капет, вопрос о помощи Барселонскому графству со стороны нового монарха был снова поднят в связи с намерением Гуго короновать своего сына Роберта. В доказательство необходимости этого шага король привёл письмо графа Борреля II. Добившись коронации Роберта соправителем, Гуго Капет, вероятно в начале 988 года, направил графу Барселоны письмо, в котором выражал намерение лично принять участие в походе против мавров. Король писал: «Так как милостью Божьей нам пожаловано королевство франков во всём спокойствии, мы решили, по совету наших верных вассалов, как можно скорее отправиться к вам в помощь. Если же вы хотите сохранить нам верность, в которой вы неоднократно заверяли наших предшественников королей, для того, чтобы мы прибыли в ваши края, мы не обманем вас и обещаем вам помочь…». Было ли это письмо доставленно Боррелю II — неизвестно. Гуго Капет, из-за начавшегося весной этого года мятежа герцога Карла Лотарингского, так и не смог выступить в поход.
Не получив на свои просьбы ответа, граф Боррель принял решение разорвать вассальную зависимость своего графства от королей Франции. Об этом он написал в своём письме папе римскому Иоанну XV, датированном 10 марта 988 года. В настоящее время 988 год считается каталонцами годом образования Каталонии.